# Cotta Automobile Company
Cotta Automobile Company war ein US-amerikanischer Hersteller von Automobilen.

## Vorgeschichte
Charles E. Cotta stellte 1901 einen Dampfwagen im Unternehmen seines Vaters in Lanark in Illinois her. 1902 entstanden in Zusammenarbeit mit der Love Manufacturing Company aus Rockford in Illinois vier weitere Fahrzeuge.

## Unternehmensgeschichte
Cotta gründete im Januar 1903 sein eigenes Unternehmen in Rockford. Hier begann die Serienproduktion von Automobilen. Der Markenname lautete Cotta. Im ersten Monat wurde das erste Fahrzeug fertiggestellt. Für den Rest des Jahres waren zehn weitere Fahrzeuge geplant. Bereits im November desselben Jahres verkaufte Cotta die Patente an die Four Wheel Drive Wagon Company. Damit endete die Produktion. Insgesamt entstanden zwischen 6 und 16 Fahrzeuge.

## Fahrzeuge
Es handelte sich um Dampfwagen. Der Dampfmotor hatte zwei Zylinder und leistete 6 PS. Er war als Mittelmotor in Fahrzeugmitte montiert und trieb über Ketten sowohl die Vorder- als auch die Hinterräder an. Außerdem wurden alle vier Räder gelenkt. Allradantrieb und Allradlenkung waren damals völlig ungewöhnlich.